# Пермський державний театр ляльок
Пе́рмський держа́вний теа́тр ляльо́к (рос. Пермский государственный театр кукол) — державний ляльковий театр у краєвому центрі Росії місті Пермі.

## Загальні дані
Пермський державний театр ляльок міститься в історичній будівлі за адресою:
вул. Сибірська, буд. 65, м. Перм-614039 (Пермський край, Росія).
Працюють головна і мала сцени закладу. При театрі створено і діє музей ляльок.
Нині художнім керівником театру є Ігор Нісонович Тернавський, директор — Андрій Гузєєв.

## Будівля Пермського лялькового театру
Приміщення нинішнього театру ляльок у Пермі було збудовано 1871 року (архітектор Н. Рукавішніков).
Будувалось воно як буцегарня, а точніше — пересильний за́мок, що містився за міською заставою на Сибірському тракті.
Вже за СРСР, у 1958—59 роки ленінградські архітектори перебудували, перепланували й функціонально змінили споруду.
Нині будинок є одним із найфункціональніших для лялькового театру в Росії сценічним приміщенням.

## З історії театру
Ляльковий театр у Пермі було засновано 1937 року. Перша вистава — «По щучьему велению».
У роки  Німецько-радянської війни театр на мав постійного місця розташування, однак роботи не припиняв. 1943 року вперше у СРСР режисер Л. С. Цимлова поставила «лялькову оперу» «Муха-цокотуха» М. Красєва, яку автор присвятив евакуйованим московським дітям. У цей час у театрі працювали художник Ю. Васнєцов, поетеса Є. Трутнєва.
До отримання стаціонару в 1959 році колектив лишався пересувним — з гастролями на вантажівках, пароплавах, конях.
Від кінця 1950-х і до початку 1980-х років мистецтво Пермського лялькового театру визначали режисери Л. М. Кощенников (1957–1960), В. Д. Офрихтер (головний режисер у 1960—82 рр.), художник В. К. Стенінг (1959—60, 1963–1987). Великий вплив на постановочну культуру колективу мали участь у творчій лабораторії С. В. Образцова, запрошення режисерів Б. А. Аблиніна, А. А. Федотова, художників П. Шенгофа, А. Л. Кнерцер, В. А. Андрієвича, Ф. З. Файнштейна. Найкращі тогочасні вистави — «Сэмбо», «Клоп», «Кукольный город», «Капризка», опери «Муха-цокотуха» та «Мойдодыр», пантоміма «Красная птица», опера-буф «Прекрасная Елена». Навчання пройшла стажерська група і студія при театрі. Театр отримав дипломи за успішні творчі пошуки на оглядах польської, чеської, угорської драматургії та на радянських сценах.
Наступний етап розвитку (1983—87 роки) пов'язаний з іменами режисерів І. В. Ігнатьєва та художника А. Д. Ігнатьєвої, роботи яких демонструвалися на престижних фестивалях і гастролях в СРСР та за рубежем.
Від 1995 року театр очолює І. Н. Тернавський.
У 1997 році театр отримав молоде поповнення з цільового набору до Ярославського театрального інституту, а 1998 року — з випускників Пермського коледжу мистецтв і культури (спецкурс).
З Пермським ляльковим театром пов'язаний неприємний інцидент, що відбувся практично відразу після трагедії у місцевому клубі «Хромая Лошадь» (5 грудня 2009 року) — внаслідок пожежі, що сталася 19 грудня 2009 року під час вистави, було евакуйовано понад 200 осіб з приміщення театру.

## Репертуар, творчий склад і діяльність
У чинному репертуарі Пермського державного театру ляльок 22 вистави. З-поміж авторів, за творами яких ставляться вистави, — М. Зощенко, С. Маршак, К. Чуковський, Г. К. Андерсен, Р. Кіплінг, сучасні автори. Спектаклі є різножанровими: казки, музична драма, мюзикли, лялькова опера та балет.
Серед яскравих спектаклів пермських лялькарів останнього часу:
- «Ты кто?» за оповіданнями А. Платонова — лауреат фестивалю «Волшебная кулиса» (1999), також здобув спецприз Департаменту культури і мистецтв адміністрації Пермської області «За майстерність» на VIII Всеросійському фестивалі моновистав 2000 року, був показаний у Москві на сцені Театру Націй;
- «Маугли», музична драма (постановка І. Тернавського, сценографія і ляльки В. Смирнова, музика Т. Виноградової) — удостоєна обласної премії «За найкраще досягнення в сфері культури та мистецтва».

У трупі Пермського лялькового 19 акторів, з яких 2 заслужені артисти Росії — Л. І. Нагогіна та С. В. Хижняков.
Колектив Пермського державного театру ляльок виїздить на гастролі, займається благочинністю, показуючи вистави для знедолених дітей. Творчий майданчик і приміщення театру нерідко є місцем організації та проведення різноманітних культурницьких акцій та творчих подій. Так, у червні 2003 року на базі театру досить гучно і на великому художньому рівні відбувся Міжнародний фестиваль театрів ляльок «Большой Урал — Приволжье», участь в якому взяли 14 колективів із Росії та Казахстану.

## Виноски
1. ↑  Пермський державний театр ляльок[недоступне посилання] на Енциклопедія «Театральная Россия» (електронна версія) [Архівовано 2010-06-12 у Wayback Machine.]
2. ↑  Колектив театру [Архівовано 2010-09-26 у Wayback Machine.] на Офіційна вебсторінка театру
3. ↑  Історія театра [Архівовано 26 вересня 2010 у Wayback Machine.] на Офіційна вебсторінка театру [Архівовано 1 квітня 2009 у Wayback Machine.] (рос.)
4. ↑  У Пермі загорівся театр ляльок під час вистави [Архівовано 11 лютого 2011 у Wayback Machine.] // повідомл. за 20 грудня 2009 року від ТСН